# Heinsberger Tunnel
Der Heinsberger Tunnel im Verlauf der einstigen Bahnstrecke Altenhundem–Birkelbach ist ein von 1911 bis 1913 erbauter, 1.303 m langer, eingleisiger und 1945 stillgelegter Eisenbahntunnel unter dem Hauptkamm des Rothaargebirges in Nordrhein-Westfalen (Deutschland). Wegen akuter Einsturzgefahr sind die beiden unter Denkmalschutz stehenden Tunnelportale zugemauert.

## Geographische Lage

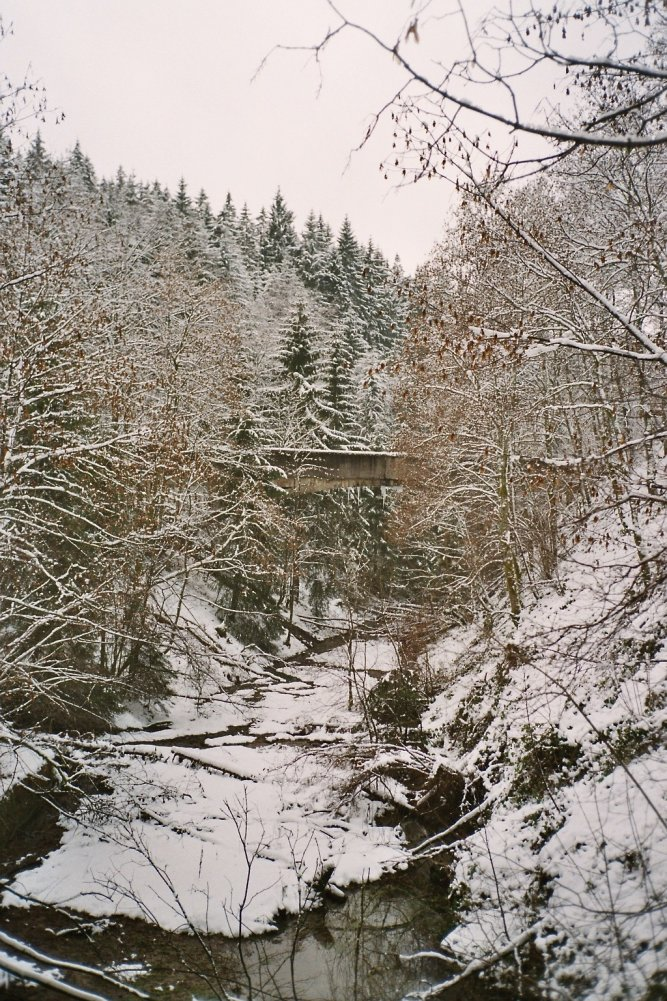
Krenkelsbachaquädukt nahe westsüdwestlichem Tunnelportal

Der Heinsberger Tunnel erstreckt sich im Naturpark Sauerland-Rothaargebirge im Kreis Olpe rund 1,3 km (Luftlinie) nördlich des Dreiherrnsteins (673,9 m ü. NHN). Er wurde im Gemeindegebiet von Kirchhundem rund 2,8 km ostsüdöstlich des Ortsteils Heinsberg errichtet und verbindet das Tal des Heinsberger Bachs (Krenkelsbach) im Einzugsgebiet der Hundem bei Heinsberg im Westen mit jenem der Kurzen Dörnbach (Zufluss der Langen Dörnbach als direkter Schwarzbach-Zufluss) im Einzugsgebiet der Eder bei Röspe im Osten.
Das westsüdwestliche Tunnelportal liegt auf etwa 505 m und das ostnordöstliche auf rund 520 m Höhe. Über den Bergkamm, durch den der Tunnel führt, verläuft mit dem Rothaarsteig ein 154 km langer Wanderweg, der zumeist auf dem Hauptkamm des Rothaargebirges angelegt ist. An diesem Weg liegt die Kammhöhe ziemlich genau über dem Tunnel auf 636,5 m Höhe (somit ergibt sich eine Tunnelüberdeckung von maximal etwa 120 m); etwa 80 m nördlich der 636,5-m-Stelle befindet sich ein trigonometrischer Punkt auf 637,9 m Höhe.

## Geschichte

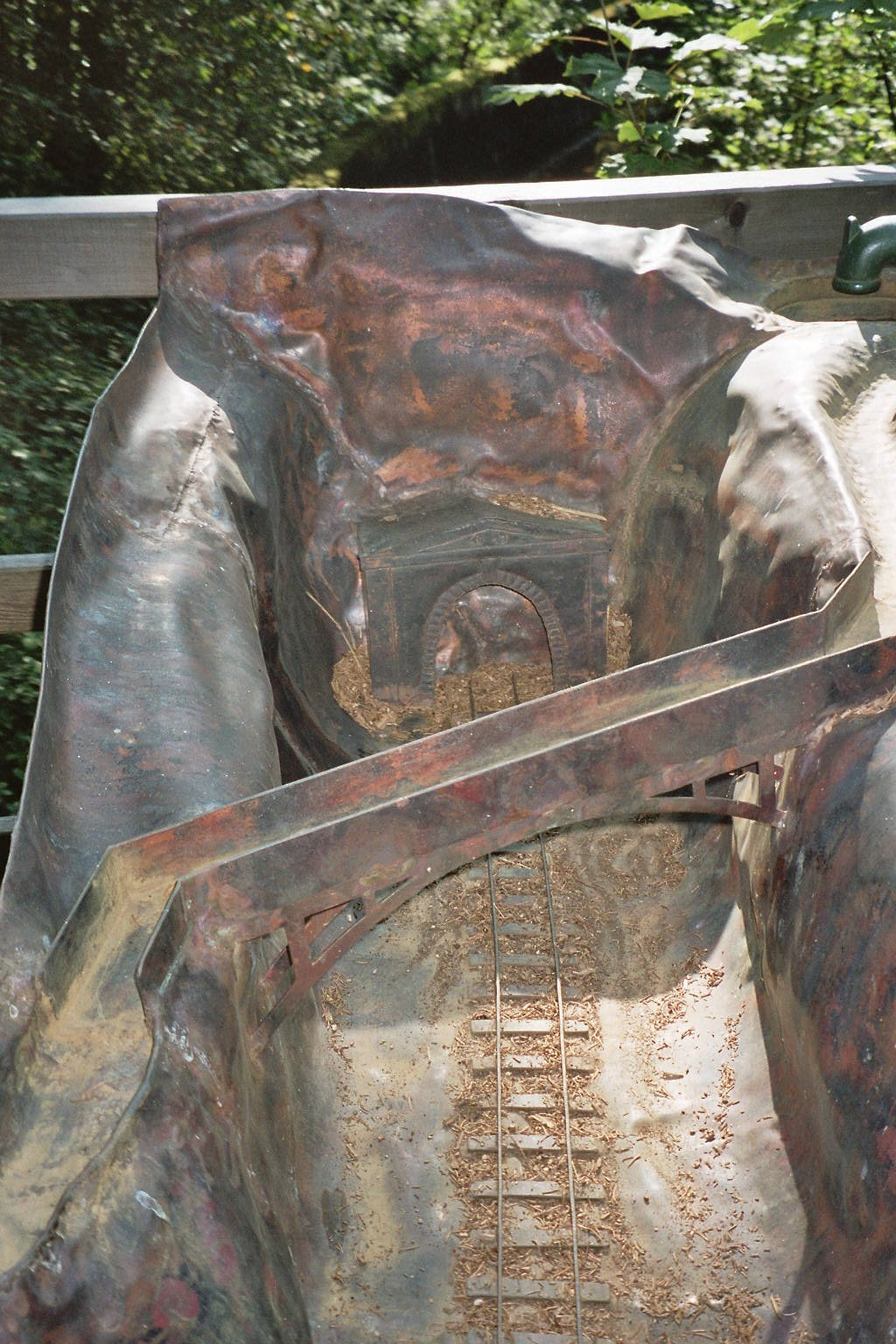
Krenkelsbachaquädukt und Westsüdwestportal als Modell

Der Heinsberger Tunnel wurde vom 28. Juli 1911 mit Durchschlag am 12. Dezember 1912 bis 1913 von der Firma Ernst Pack aus Letmathe, die heute in Bergerhausen als Bauunternehmen tätig ist, erbaut; in dieser Zeit entstand auch das Krenkelsbachaquädukt. Die durch ihn führende Bahnstrecke Altenhundem–Birkelbach, die am 30. Juni 1914 eröffnet wurde, war bis 1945 in Betrieb und wurde nach der Zerstörung eines Eisenbahn-Viadukts und des Bahnhofs Röspe im Zweiten Weltkrieg (1939–1945) stillgelegt; den Streckenabschnitt von Birkelbach bis zum Tunnel befuhr vermutlich am 11. März 1945 letztmals ein Zug – wahrscheinlich ein Militärzug.
Während des Krieges wurden, wegen der damals schon geringen Bedeutung der Strecke und der großen Länge des Bauwerks, im Tunnel mit Munition beladene Güterzüge abgestellt, um vor alliierten Luftangriffen sicher zu sein. Im Zusammenhang mit dort abgestellten Munitionszügen entstanden immer wieder Gerüchte, im Tunnel habe sich, ähnlich wie bei der Bahnstrecke Witten–Schwelm, eine Rüstungsproduktionsstätte befunden. Im September 1944 wurde der Tunnel für öffentliche Zugdurchfahrten gesperrt, um ihn in eine solche Stätte umzubauen. Geplant war die Herstellung von Perrot-Bremsen. In der Planungsphase wurde der auf 5200 m² großen Produktionsanlage der Deckname Taucher und im späteren Verlauf Birk zugewiesen. Es entstand ein Barackenlager für die Arbeitskräfte. Im Tunnel war bereits die Sohle betoniert, und es wurden Elektroinstallationen begonnen. Die Anlage ging bis zum Kriegsende, 8. Mai 1945, nicht mehr in Produktion, und es wurde nicht einmal die erforderliche maschinelle Ausrüstung angeliefert.
2020 nahmen die Gemeinden Kirchhundem und Erndtebrück Überlegungen auf, einen Radweg durch den Heinsberger Tunnel hindurchzuführen, um die Orte Heinsberg und Röspe miteinander zu verbinden.

## Krenkelsbachaquädukt
Vor dem westsüdwestlichen Tunnelportal befindet sich das Krenkelsbachaquädukt. Das Aquädukt leitet den Krenkelsbach über den künstlich angelegten Geländeeinschnitt vor dem Tunnel der ehemaligen Eisenbahnstrecke hinweg. Ohne diese Wasserbrücke wären die in dem Einschnitt liegenden Gleise gefährdet und durch den Einschnitt wäre der Fluss in ein anderes Bachbett geleitet worden. Das aus Stahlbeton hergestellte Aquädukt ist heute noch erhalten und voll funktionstüchtig. Seit 2002 ist es in der Denkmalliste der Gemeinde Kirchhundem eingetragen.
Am Aquädukt, das sich an einem Anbindungsweg zum mittig über den Tunnel hinweg führenden Rothaarsteig befindet, hat der zuständige Trägerverein eine Aussichtsplattform mit einem Modell aus Kupfer der geographischen Situation beider Bauwerke errichtet. In dem Modell kann mittels einer dortigen Hubkolbenpumpe (manueller Handbetrieb) Wasser in den Bach geleitet werden, das dann über dem Geländeeinschnitt auf dem Viadukt fließt, um jenseits des Einschnitts weiter im Bach zu verlaufen.